# Сицилійська операція
Сицилійська опера́ція або Операція «Хаскі» (англ. Operation Husky) — стратегічна операція військ союзників (США, Велика Британія, Канада) з висадки морського та повітряного десанту на італійський острів Сицилія під час Другої світової війни. Цією операцією західні союзники розпочали Італійську кампанію в Європейській частині Середземноморського театру воєнних дій. На момент проведення операція стала наймасштабнішою морською десантною операцією в історії й її досвід ліг в основу операції «Оверлорд» — найбільшої за розмахом стратегічної операції з висадки десанту у військовій історії.
Операція «Хаскі» розпочалася в ніч з 9 на 10 липня й тривала 6 тижнів до 17 серпня 1943 року. З оволодінням стратегічно важливого острова англо-американці значно покращили свої позиції на Середземному морі, звільнили морські транспортні комунікації, підготували надійний плацдарм для вторгнення на Апеннінський півострів та прискорили падіння фашистського режиму Беніто Муссоліні. На думку деяких військових експертів висадка союзників на Сицилію сприяла скасуванню німецького наступу під Курськом і змусила Гітлера перекинути частину своїх військ до Італії для посилення цього стратегічного напрямку. Сицилійська операція фактично стала відкриттям Другого фронту в Європі влітку 1943-го року. Більш того, вибуття Італійського королівства з війни призвело до того, що німецькому командуванню довелось знімати зі Східного фронту майже 1/5 частину своїх сил на фронти, що утворилися в Італії та на Балканах.

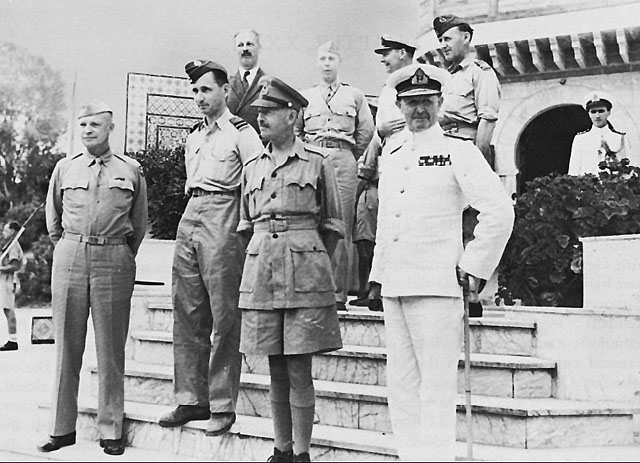
Вище керівництво союзників, що планувало вторгнення на узбережжя Сицилії. Головнокомандувач генерал Д.Ейзенхауер на зустрічі у Північній Африці (в першому рядку, зліва направо): головний маршал повітряних сил сер А. Теддер, генерал сер Г.Александер, адмірал флоту сер Е.Каннінгем, (нагорі): Г. Макміллан, генерал-майор В.Сміт та британські офіцери. 1943

## Історія

### Підготовка до вторгнення

#### Передумови
У січні 1943 в місті Касабланка, під кодовим ім'ям «Символ», пройшла одна з найважливіших конференцій керівників держав Антигітлерівській коаліції. Після успішного завершення кампанії на півночі Африки думки стосовно напрямків зосередження основних зусиль західних союзників розділилися. Американці наполягали на тому, що настав час висадити свої війська у континентальній Європі. У свою чергу, В.Черчилль вперто стояв на позиції щодо продовження бойових дій у 1943 році на Середземномор'ї, й навіть не допускав думки про вторгнення на континент, мотивуючи це тим, що ані американська, ані британська армії не готові до вирішальних битв проти німецького вермахту. Британський прем'єр-міністр відстоював перед Президентом США свою думку: Південна Європа залишається, без будь-яких сумнівів, нашою пріоритетною задачею. Врешті-решт, американці поступилися аргументам британського керівництва та погодилися на продовження операцій на півдні Європи. Рішення було прийнято на користь Сицилії, а не Сардинії, континентальної Греції, Криту або Додеканеських островів.

#### Планування
Після прийняття політичного рішення про подальші дії, у лютому 1943 року розпочалася розробка плану десантної операції. Спочатку замислювалось здійснити висадку армій у віддалених один від одного районах — одну на заході, а другу на південному сході острова. У квітні план був визнаний занадто ризикованим, почалася його переробка і за основу був прийнятий новий варіант, який передбачав нанесення зосередженого удару всіма силами вторгнення на півдні Сицилії.
План операції передбачав висадку амфібійного десанту двох армій, 7-ї американської на південно-західному краю острова, і 8-ї британської на південно-східному краю Сицилії. Десант з моря підтримували ударні угруповання американського та британського флотів, з повітря прикриття та підтримку забезпечувало зведене авіаційне угруповання союзників. Процес планування виявив багато складнощів та проблем, головним з яких було завдання, як правильно та ефективно об'єднати зусилля усіх сил на суходолі, в морі та в повітрі для досягнення кінцевої мети — захоплення плацдарму та закріплення на ньому для подальшого нарощування зусиль. За рішенням політичної верхівки західних союзників загальне керівництво операцією покладалось на американського генерала Д. Ейзенхауера, головнокомандувача усіма союзними військами в Північній Африці. Британський генерал сер Г. Александер був його заступником і одночасно очолював 15-ту групу армій, наземне угруповання усіх союзних військ. Начальником штабу сил вторгнення став американський генерал-майор В. Сміт. Морську компоненту очолив відомий британський флотоводець адмірал сер Е. Каннінгем; повітряну — головний маршал повітряних сил сер Артур Теддер.
17 травня 1943 року генерал Г.Александер видав оперативну директиву № 1, яка визначала загальний замисел операції й завдання двом оперативним групам союзників. Британсько-канадським військам належало висадитися в південно-східній частині острова на ділянці Сиракуза, Пакіно на фронті 40 км. XXX корпус висаджувався поблизу мису Пассеро, XIII корпус — у затоці Ното, біля міста Авола. Одночасно американська 7-ма армія висаджувалася на південному заході острова в бухті Джела на ділянці Скольітті — Ліката на загальному фронті 50 км. 3-тя піхотна та 2-га бронетанкова висаджуватимуться західніше бухти Ліката Моларелла, 1-ша дивізія в центрі бухти Джела і 45-та дивізія східніше біля Скольітті. Між британською та американською оперативними групами існував проміжок у 40 км. Висадці десанту передували масовані удари авіації та вогонь корабельної артилерії флоту, що мали завдати максимальних втрати військово-морським і повітряним силам італійсько-німецьких військ, завоювати повне панування на морі і в повітрі, і потім забезпечити висадку сухопутних та повітрянодесантних військ на південне узбережжя Сицилії. На третій день з дня висадки утворити плацдарм 160 км по фронту і 25—30 км у глибину та в подальшому, наступаючи на північ і північний захід, оволодіти всім островом.
Вторгненню морських десантів повинна була передувати висадка повітряних десантів: британського — в районі на захід від Сиракуз і американського — на північ від Джели із завданням відволікти на себе дивізії берегової оборони, захопити аеродроми і створити сприятливі умови для висадки морського десанту.

#### Склад військ
Для проведення операції «Хаскі» англо-американське командування створило об'єднане угруповання військ — 15-ту групу армій. До складу 15-ї групи армій входили: 8-ма британська армія (з 1-ю канадською піхотною дивізією) генерала Б. Монтгомері, яка утворювала Східну або 545-ту оперативну групу, і 7-ма американська армія генерал-лейтенанта Дж. Паттона, яка створювала Західну або 343-тю оперативну групу союзників. 8-ма армія мала шість піхотних і повітрянодесантну дивізію, три окремі танкові бригади і три загони командос, 7-ма армія — чотири піхотні, бронетанкову і повітрянодесантну дивізію, три батальйони рейнджерів. Всього в 15-й групі армій було 13 дивізій, 3 окремі бригади і 6 загонів і батальйонів командос і рейнджерів. Загальна чисельність особового складу досягала 478 тис. осіб, у тому числі 250 тис. британців і 228 тис. американців. Зі складу групи армій на початковій стадії вторгнення брало участь 160 тис. солдатів і офіцерів, 600 танків, 1800 гармат і 14 тис. автомашин.
7-ма американська армія мала на перший стадії три піхотні дивізії, що входили до II корпусу генерал-лейтенанта О. Бредлі. 1-ша дивізія генерал-майора Т. Аллена та 3-тя генерал-майора Л. Траскотта піхотні дивізії вийшли на десантних суднах з Тунісу, водночас 45-та дивізія генерал-майора Т.Міддлтона виходила на висадку з порту Орана. 2-га бронетанкова дивізія генерал-майора Г. Гаффі, другий ешелон оперативної групи, також виходила з Орана, й перебувала в готовності до висадки за командою.
8-ма британська армія налічувала чотири піхотні дивізії та окрему піхотну бригаду, які входили до XIII корпусу генерал-лейтенанта М.Демпсі, та XXX корпусу генерал-лейтенанта О. Ліза. Дві дивізії XIII корпусу завантажувались та виходили з порту Суец. Формування XXX корпусу до вихідного району для висадки вирушали з різних місць: 1-ша канадська піхотна дивізія генерал-майора Г. Сімондса — з Британських островів, 51-ша британська Гірська генерал-майора Д. Вімберлі — з Тунісу й частково з Мальти. 231-ша окрема піхотна бригада вийшла в море з Суеца.
При плануванні операції союзники розробили на додаток до амфібійної складової десантної операції ще одну — повітрянодесантну. За планом це угруповання повітрянодесантних військ Великої Британії та США мали висаджуватися за декілька годин до початку висадки морського десанту на берег одночасно в обох зонах вторгнення Західної та Східної оперативних груп. На сході острову десантувалась 1-ша британська повітрянодесантна дивізія генерал-майора Дж. Гопкинсона, а на заході американці висаджували тактичну групу від 82-ї повітрянодесантної дивізії генерал-майора М. Ріджвея.
Морська компонента, що забезпечувала перевезення морем, висадку та підтримку сил вторгнення, також складалася з двох частин. Східна морська оперативна група належала до сил британського Середземноморського флоту й очолювалась британським адміралом Б.Рамсей. Західна морська оперативна група формувалась американцями за рахунок свого 8-го флоту; командував угрупованням адмірал Г. Г'юїтт.
Повітряні сили союзників на Середземномор'ї та в Північній Африці, що виділялися на підтримку операції «Хаскі», утворили Середземноморське повітряне командування, яке очолив британський маршал повітряних сил Артур Теддер. Кістяк Повітряного командування становили Повітряні сили у Північно-західній Африці (англ. Northwest African Air Forces (NAAF)) генерал-лейтенанта К.Спаатса зі штаб-квартирою у Тунісі. Це авіаційне угруповання комплектувалося за рахунок формувань 12-ї, 9-ї американських повітряних армій, а також Королівських повітряних сил і виконувало завдання з безпосередньої підтримки сил вторгнення. Інші авіаційні сили під командуванням генерал-лейтенанта Л. Бреретона, що виконували допоміжні функції, діяли з аеродромів у Тунісі та Єгипту. Загалом до забезпечення операції залучалось близько 4 тис. бойових літаків.
Однією з важливих особливостей операції було те, що збройні сили, призначені для її проведення, зосереджувалися в різних районах, віддалених один від одного іноді на тисячі кілометрів. Ці райони знаходилися в Алжирі, Тунісі, Триполітанії, Киренаїці і Єгипті, в Сирії і Палестині, та навіть на Британських островах і в США.

#### Сили країн Осі
Острів Сицилія обороняли два корпуси 6-ї італійської армії генерала А. Гуццоні. Окремі укріплені, так звані фортифікаційні зони, що створювалися навколо важливих морських портів острову (італ. Piazze Militari Marittime) перебували у веденні флотських воєначальників, які напрямку підпорядковувалися морському штабу й не підкорялись командуванню 6-ї армії.

Колона бронетехніки союзників готується до завантаження на десантно-транспортні кораблі типу LST для висадки в Сицилії. Літо 1943

Італійські сили організаційно складалися з шести дивізій берегової оборони, чотирьох піхотних дивізій та окремих частин різного призначення. Майже половина італійських військ — чотири дивізії і полк берегової оборони були розгорнуті безпосередньо на узбережжі й становили перший рубіж оборони Сицилії. Кожна дивізія займала смугу 70—100 км. Решта військ розташовувалися в глибині, в західній і південній частинах острова, із завданням завдати контрудари по противнику, що висадиться, і скинути його в море. Низькі щільності військ і артилерії на великій площі острову не забезпечували повною мірою успішної протидії висадці ворога. Так, на ділянці узбережжя довжиною 35 км, на південний схід від Ліката, де намічалася висадка американських військ, у середньому було лише по дві гармати на кілометр фронту. Сильніше були укріплені тільки ділянки узбережжя в районах портів Мессіна, Катанія, Сиракуза, Аугуста, Трапані і Палермо.
На початок липня 1943 року загальна чисельність сил становила близько 200 000 італійських військових та 32 000 німецьких. Також на острові перебувало 30 000 німецького наземного персоналу Люфтваффе. Основними німецькими формуваннями на острові були танкова дивізія Люфтваффе «Герман Герінг» генерал-майора П.Конрата з 99 справними танками, але обмаль піхоти (лише три піхотні батальйони) та 15-та панцергренадерська дивізія генерал-майора Е.Родта з трьох гренадерських полків і танкового батальйону, що налічував 60 танків.
Вже з початком операції німецьке командування надіслало посилення до району битви: 1-шу парашутну генерал-лейтенанта Р. Гайдріха, 29-ту панцергренадерську генерал-лейтенанта В. Фріза та штаб з окремими підрозділами XIV танкового корпусу генерала танкових військ Г.-В.Губе. Загальна частка військ вермахту зросла до 70 000 особового складу. До прибуття на Сицилію генерала Г.-В.Губе німецькі дивізії номінально перебували в підпорядкуванні італійського командування: танкова дивізія з піхотним полком від панцергренадерської дивізії була в розпорядженні командира XVI італійського корпусу, а 15-та панцергренадерська дивізія без одного полку — в XII італійському корпусі.
Загальне керівництво гітлерівськими військами здійснював генерал-лейтенант Ф. фон Еттерлін, який перебував при штабі 6-ї армії генерала А. Гуццоні. Також оперативний контроль здійснював головнокомандувач Головнокомандування Вермахту «Південь» генерал-фельдмаршал А. Кессельрінг. З 16 липня 1943 року з прибуттям генерала Г.-В.Губе А. Гуццоні погодився передати повний контроль та управління німецькими формуваннями йому; а з 2 серпня німецький генерал перебрав на себе усе керівництво обороною італійського острову.

#### Попередні дії

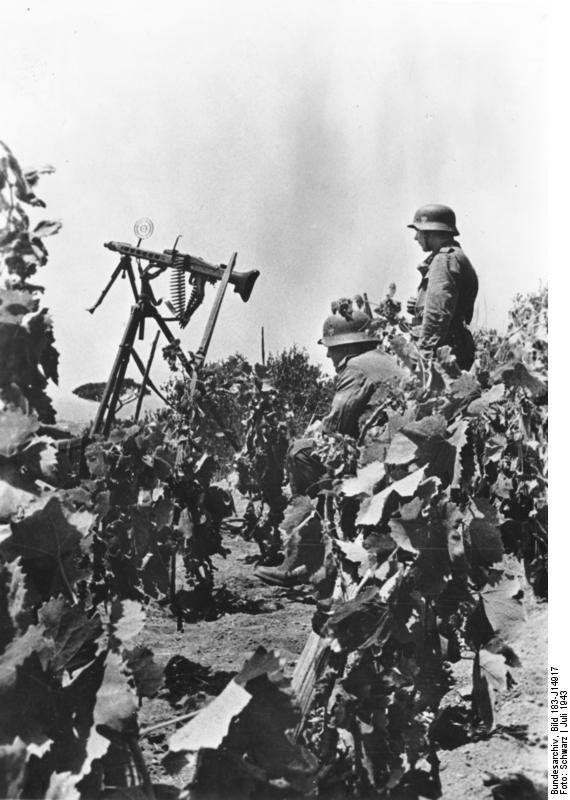
Німецька кулеметна обслуга на позиціях. Сицилія. Літо 1943

З розгромом німецько-італійської групи армій «Африка» в Тунісі та захопленням в полон майже 250 000 вояків противника, союзна авіація зосередилася на проведенні систематичних нальотів на основні аеродроми, порти і бази підводних човнів, а також на промислові центри, розташовані в Сицилії, Сардинії і на півдні Апеннінського півострова (Неаполь, Мессіна, Палермо, Кальярі). До початку десантної операції ці об'єкти були значною мірою зруйновані. Однак однією з цілей цих бомбардувань було введення німецького командування в оману стосовно справжнього напрямку подальших дій та примушення розпорошити німецькі й італійська війська на величезному просторі — від півдня Франції до Балкан. Одночасно зросла інтенсивність нальотів бомбардувальної авіації на промислові центри Північної Італії та Греції.
Англо-американська авіація цілковито панувала в повітрі. З 16 травня по 9 липня 1943 року вона справила 42 227 літако-вильотів, втративши близько 250 машин і знищивши 323 німецьких і 105 італійських літаків. За станом на 10 липня тільки два військових аеродроми залишались у боєздатному стані, й більш ніж половина літаків Люфтваффе і Королівських Повітряних сил Італії змушена була передислокуватися на континент.

#### Пантеллерія
За місяць до початку вторгнення на Сицилію британські війська захопили італійський острів Пантеллерія, розташований між Сицилією та Тунісом. Одночасно проводилися операції з захоплення іншої групи італійських островів — Лампедузи, Лінози, Лампіоне.
8 червня 1943 року оперативна група Королівського флоту з 5 крейсерів, 8 есмінців і 3 торпедних катерів здійснила обстріл головного порту на острові Пантеллерія з моря. За результатами удару ВМС з борту флагманського корабля крейсеру «Аврора» під прапором адмірала Е.Каннінгема особисто спостерігав Головнокомандувач союзними військами генерал Д.Ейзенхауер.

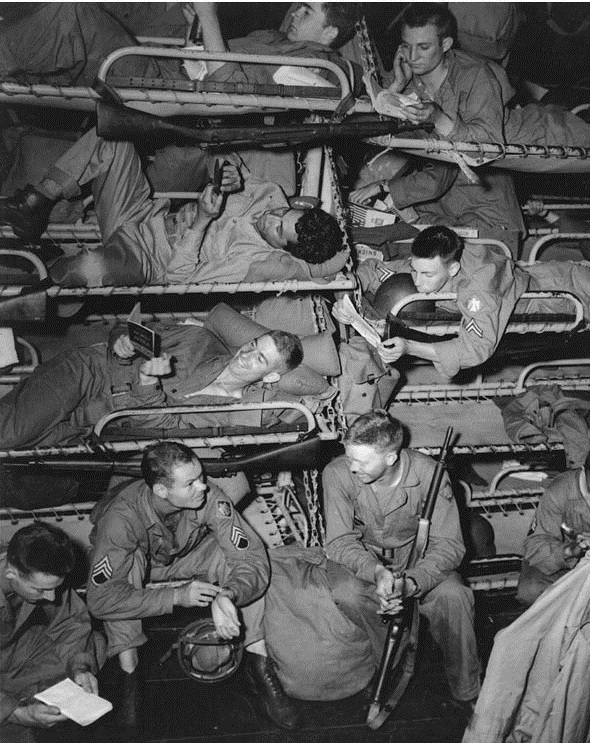
Американські солдати 45-ї піхотної дивізії на борту транспортного судна прямують до Орана для подальшої висадки на Сицилію. Червень 1943

11 червня розпочалася висадка морського десанту. Як з'ясувалося пізніше, командир італійців Джіно Павесі напередодні увечері бомбардував Рим з питанням дозволити скласти зброю перед переважаючими силами ворога, і отримав цей дозвіл лише зранку перед початком висадки британських військ на острів. За годину до наближення десантно-висадочних засобів до берегової смуги, бойові кораблі ескорту відкрили щільний вогонь по усіх виявлених вогневих точках італійців. О 12:45, коли перші з британських командос висадилися, італійці здалися.
Наступного дня прикладу Пантеллерії наслідував гарнізон острова Лампедуза. 13 червня капітулювали гарнізони невеликих сусідніх островів Ліноза і Лампіоне. Таким чином, союзники без особливих труднощів захопили важливі проміжні об'єкти на шляху до Сицилії.

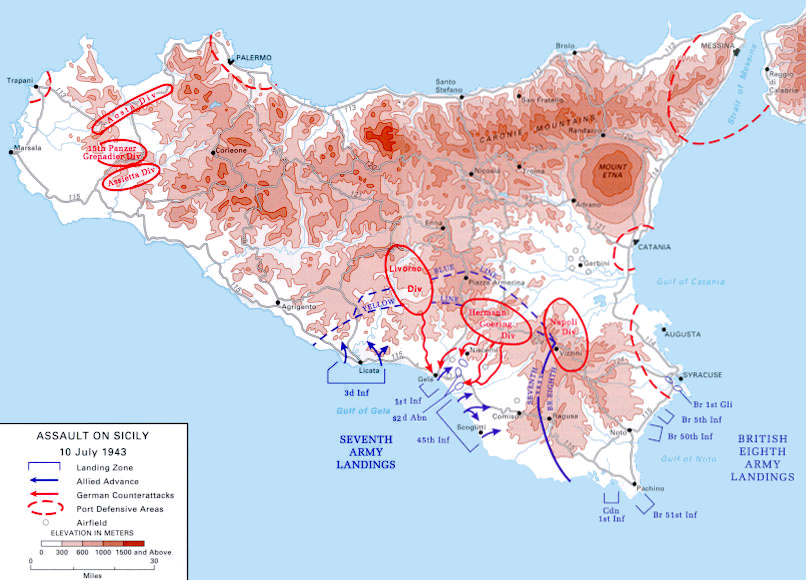
Карта висадки союзників на Сицилію. 10 липня 1943

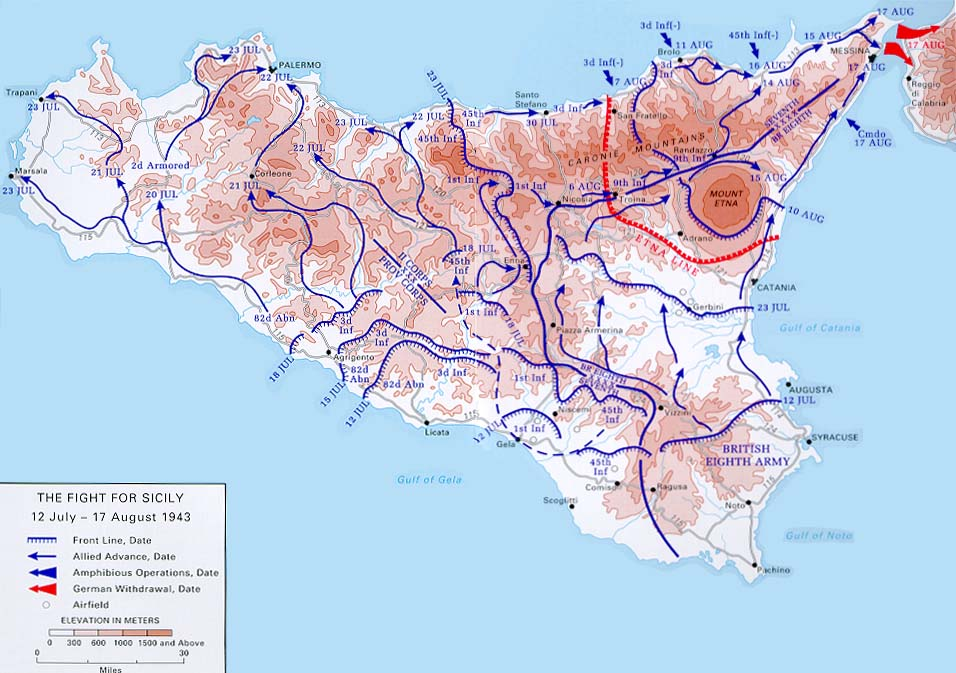
Карта Сицилійської операції

#### Дезінформаційні операції
Союзники вжили необхідних заходів, щоб зберегти свої наміри в таємниці. Для цього був проведений комплекс спеціальних дезінформаційних операцій, метою яких визначалося ввести керівництво Третього Рейху й особисто А. Гітлера в оману стосовно планів союзного командування на літню кампанію 1943 року на Середземноморському театрі воєнних дій
30 квітня 1943 року в морі біля іспанського узбережжя з британського підводного човна «Сераф» був підкинутий труп офіцера Королівських військово-морських сил, «майора Мартіна», який нібито з портфелем з важливими документами прямував з Британських островів до Північної Африки. У листах йшлося про варіанти можливої операції союзників: у східній частині Середземного моря — висадка на двох ділянках узбережжя Пелопоннесу, в західній — відволікаючі дії на Сицилії і нанесення головного удару на Сардинії.
Верховне командування німецьких військ негайно розгорнуло діяльність із перенацілювання своїх зусиль на інші напрямки: підкріплення були відправлені до Греції, на Сардинію й Корсику замість Сицилії. Переконання німців посилила і ростуча активність британських командос у Греції. Генерал-фельдмаршал Ервін Роммель був терміново відправлений до Греції, де перейняв на себе командування усіма німецькими та італійськими військами на Балканах. Група німецьких тральщиків і мінних загороджувачів, передислокована з Сицилії, встановила вздовж грецького узбережжя три додаткових мінних поля. Терміново розпочалося перекидання до Греції трьох танкових дивізій: однієї — з Франції, і двох — зі Східного фронту. Останній крок мав найсуттєвіші наслідки — таким чином, німці суттєво скоротили свій бойовий потенціал перед початком битви на Курській дузі.
Операція «Мінсміт» мала настільки великий успіх, що навіть вранці сицилійського вторгнення німці, переконані в тому, що головні удари будуть завдані на Сардинії та в Греції, протягом ще двох днів тримали чималі сили за межами острова, поки не стало занадто пізно. Вони щиро вірили, що ця висадка має відволікаючий характер і доручили німецьким агентам на берегах Гібралтарської протоки посилити спостереження за конвоями, які мали прямувати для висадки десанту на Корсику й Сардинію. Ті війська, що утримували оборону на Сицилії, також були збентежені незрозумілістю, лише через три доби після висадки, 12 липня, 3-й полк 1-ї німецької парашутної дивізії отримав завдання передислокуватися на острів для протидії наступу 8-ї британської армії. Тим часом німецькі війська марно чекали на вторгнення до Греції, яке так і не сталося.

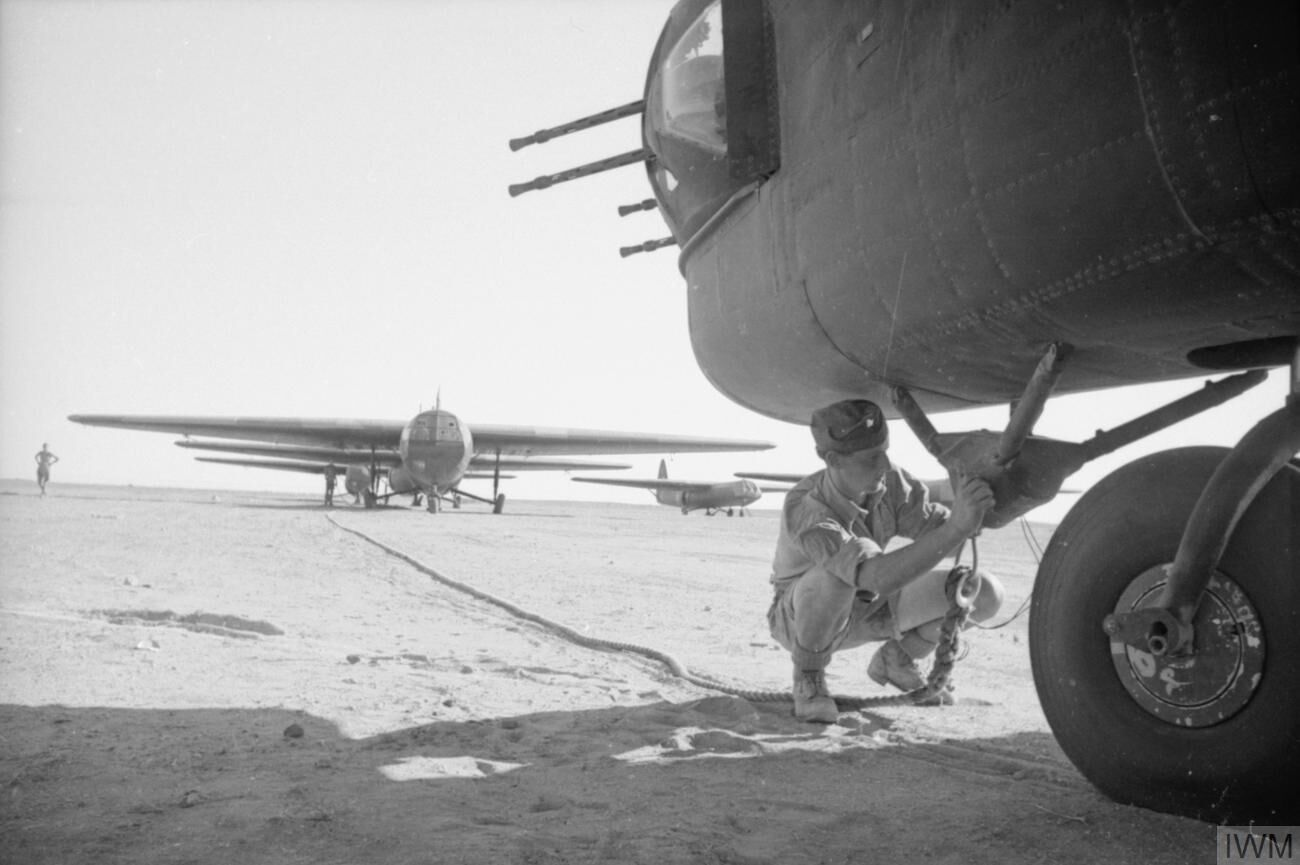
Підготовка британських літаків та планерів до операції «Фастіан» — висадці повітряного десанту. Липень 1943

### Битва

#### Повітряний десант
Сицилійська повітрянодесантна операція проводилась комплексно силами американських та британських десантників. Перша висадка повітряного десанту сталась відразу опівночі з 9 на 10 липня 1943 року, випереджаючи на декілька годин морський десант, який почав вторгнення зранку.

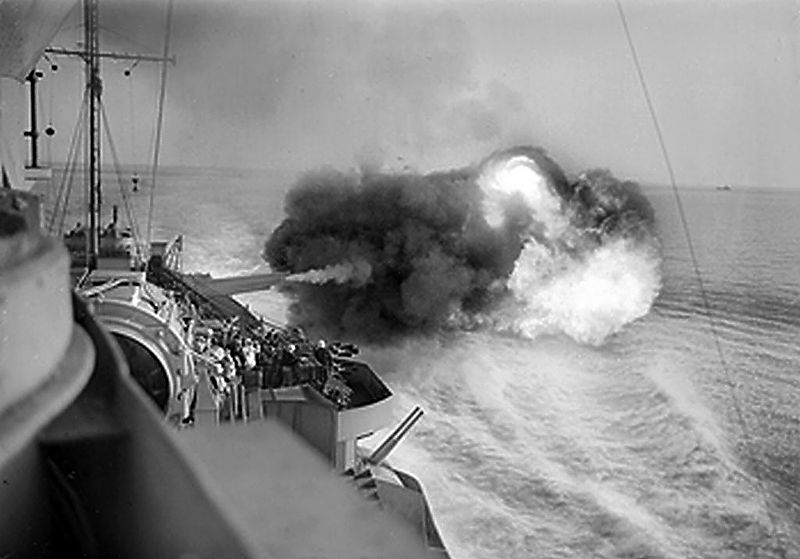
Британський лінійний корабель «Воспайт» веде вогонь з корабельних гармат по ворожих позиціях на острові

Американський десант складався з 505-ї полкової бойової групи 82-ї повітрянодесантної дивізії під командуванням полковника Джеймса Гейвіна. Полкова група здійснила бойовий стрибок з парашутом у тил противника з 226 транспортних літаків. Сильний рвучкий вітер над майданчиками приземлення спричинив велике розсіювання 2 780 десантників 505-ї полкової бойової групи на значній площі на південно-західному кінці острову; до 14 липня тільки 2/3 американського десанту змогли зібратися в бойові групи. Більше 100 американських парашутистів приземлилось взагалі в секторі дії британських підрозділів.
Британський десант висаджувався на південно-східному краю острову Сицилія. Першими вночі парашутним способом висадились патфайндери 21-ї окремої парашутної роти, в обов'язки яких входило встановлення маячків на майданчиках приземлення для головних сил десанту. Основу десанту становили підрозділи 1-ї планерно-десантної бригади бригадира Ф. Гікса, що висаджувалися за планом операції «Ледброук». Головною метою першої хвилі десанту було опанування стратегічно важливого мосту Понте-Гранде через річку Анапо, південніше Сиракузи. Десантники мали з ходу опанувати міст, передмостові споруди та підступи до них і стійко утримувати їх до прориву з морського узбережжя підрозділів 5-ї піхотної дивізії, яка висаджувалась на плацдарм біля селища Кассіблі на відстані 11 км південніше.
О 19:30 12 липня 1943 року за планом операції «Фастіан» 1 856 десантників 1-ї британської парашутної бригади Дж. Латбері висадились другою хвилею. Головним завданням було захоплення мосту Примосоле через річку Сімето, що на півдні Сицилії, який з'єднував Катанію та Сиракузи. За задумом командування британські парашутисти мали висадитись по обидві сторони мосту, з ходу захопити його й утримувати до підходу головних сил британського XIII корпусу генерала М.Демпсі. Цей корпус висадився трьома днями раніше на південному узбережжі італійського острову й, стрімко долаючи спротив італійських військ, просувався на Катанію.
Втім, при проведення десантування багато транспортних літаків з десантом було збито або пошкоджено в небі, зокрема через «дружній вогонь», тому чимало з них повернули назад. При посадці планерів підрозділи були розсіяні на великій площі, лише приблизно дві роти висадились у визначеному районі. Попри організованій німецько-італійськими військами обороні мосту, той був хутко захоплений британцями, які негайно влаштували кругову оборону навколо споруди, відбиваючи спроби ворога відбити міст Примосоле. Проте, невдовзі підрозділи бригадира Дж. Латбері були вибиті німецькими десантниками 1-ї парашутної дивізії генерал-лейтенанта Р.Гайдріха і відійшли. Тільки після трьох днів боїв, після отримання артилерійської підтримки та посилення, британці змогли вдруге захопити міст і зачепитись за протилежний берег річки, утворивши міцний плацдарм. Однак, захоплення важливого мосту фактично не сприяло подальшому успіху британських військ, через те, що німці провели низку маневрів і встигли організувати на підступах до Катанії міцну лінію оборони.

##### Склад та розподіл військово-морських сил з висадки десанту

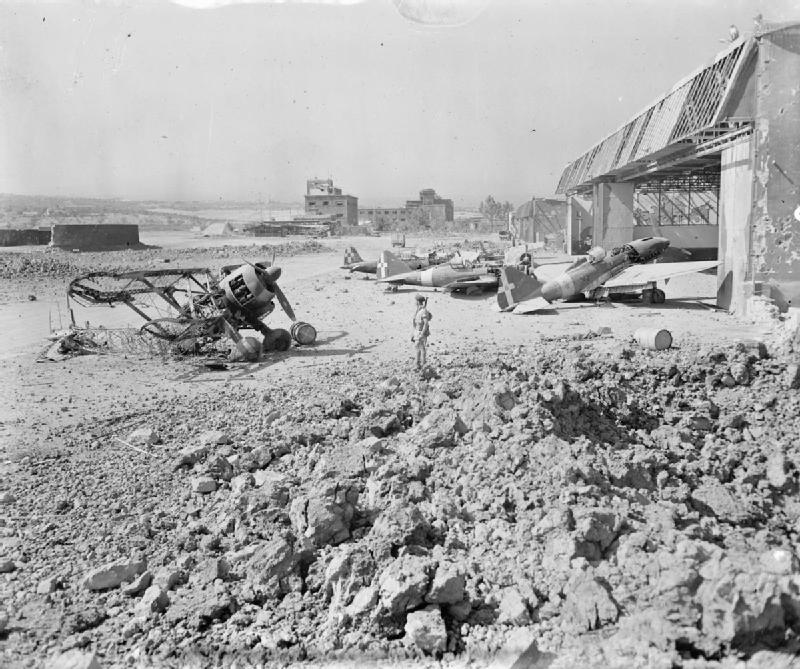
Військовий аеродром у Катанії після нальоту союзної авіації

##### Склад та розподіл військово-морських сил з висадки десанту[42]
| Плацдарми:                                            | Бухта Джела південно-західне узбережжя            | Бухта Джела південно-західне узбережжя            | / Сиракуза південно-східне узбережжя                          | / Сиракуза південно-східне узбережжя                          |
| Війська:                                              | 7-ма армія (США) (ген.-л-т Дж. Паттон) 66 000 о/с | 7-ма армія (США) (ген.-л-т Дж. Паттон) 66 000 о/с | 8-ма армія (Велика Британія) (ген. Б. Монтгомері) 115 000 о/с | 8-ма армія (Велика Британія) (ген. Б. Монтгомері) 115 000 о/с |
| Звідки прибули:                                       | США, Алжир, Туніс                                 | США, Алжир, Туніс                                 | Єгипет, Лівія, Туніс, Мальта, Велика Британія                 | Єгипет, Лівія, Туніс, Мальта, Велика Британія                 |
| Оперативна група                                      | Західна оперативна група контрадмірал Г.Г'юїтт    | Західна оперативна група контрадмірал Г.Г'юїтт    | Східна оперативна група адмірал Б.Рамсей                      | Східна оперативна група адмірал Б.Рамсей                      |
| Склад сил флоту                                       |                                                   |                                                   |                                                               |                                                               |
| Лінкори                                               | —                                                 | —                                                 | 6                                                             | 6                                                             |
| Авіаносці                                             | —                                                 | —                                                 | 2                                                             | 2                                                             |
| Крейсери                                              | 5                                                 | 5                                                 | 10                                                            | 10                                                            |
| Есмінці та міноносці                                  | 48                                                | 48                                                | 80                                                            | 80                                                            |
| Підводних човнів                                      | —                                                 | —                                                 | 26                                                            | 26                                                            |
| Інші бойові кораблі                                   | 98                                                | 98                                                | 250                                                           | 250                                                           |
| Транспортно-десантні кораблі                          | 190                                               | 190                                               | 319                                                           | 319                                                           |
| Всього бойових та транспортних кораблів               | 435                                               | 435                                               | 930                                                           | 930                                                           |
| Додатково: малі десантно-висадочні човни, катери тощо | 510                                               | 510                                               | 715                                                           | 715                                                           |

#### Морський десант
Наприкінці червня і перших числах липня союзники провели завантаження військ і техніки на десантні судна. Оскільки ці вихідні пункти були на різній відстані від визначених плацдармів вторгнення, союзні конвої виходили в різний час, з розрахунку прибути в район зосередження одночасно. Для забезпечення безпеки конвоїв при переході морем була організована протиповітряна і протичовнова оборона. Вона здійснювалася силами безпосередньої охорони і авіацією, що діяла з численних аеродромів, розгорнутих на північному узбережжі Африки і на островах Мальта, Лампедуза і Пантеллерія. Винищувальна авіація прикривала конвої з повітря. Вона тісно взаємодіяла з корабельної зенітної артилерії і аеростатами загородження, піднятими над десантними суднами. Протичовнову оборону забезпечували ескортні кораблі і авіація.
9 липня всі конвої прибули в райони рандеву: британські зосередилися на південний схід від Мальти, американські і канадські — на захід від острова Гоцо. Руху конвоїв заважали сильний вітер, крута хвиля. До вечора вітер поступово почав ущухати. Протидія з боку противника під час переходу і перебування в районах зустрічі була мінімальною.
Вночі 10 липня поблизу сицилійського берега зосередилась армада з 2 590 кораблів та суден, на борту яких перебувало майже півмільйона солдатів, готових до висадки на ворожий берег. Італійська розвідувальна авіація виявила зосередження сил противника, але реакція країн Осі на це була млявою.
У ранкові години 10 липня за потужної вогневої підтримки корабельної артилерії й ударів авіації розпочалася висадка морського десанту. Союзники висаджувалися одночасно на 26 окремих плацдармів, на ділянці завдовжки 169 км — від міста Ліката до Моларелли та Полішії біля Кассіблі.
Групи управління вогнем і авіанавідники з радіопередавачами були висаджені з першими загонами піхоти, а також скинуті на парашутах разом з повітряними десантами. Головні сили перших ешелонів британської та американської армій пересідали з транспортів на висадочні засоби, які потім хутко вирушали до районів збору, а далі під охороною тральщиків і мисливців за підводними човнами вони виходили на вихідні рубежі для висадки на берег. Висадивши підрозділи, малі судна швидко поверталися до транспортів і здійснювали наступні рейси.
Незважаючи на навігаційні похибки у висадці на визначені плацдарми, складності прибереженого ґрунту, погані погодні умови, що у сукупності призвело до затримання процесу висадки на 6 годин, у цілому морський десант союзників при мінімальному опорі з боку італійських та німецьких військ успішно виконав найближче завдання і зачепився за сицилійський берег. Бої з італійськими військами берегової оборони носили осередковий характер і незначно впливали на виконання бойового завдання.

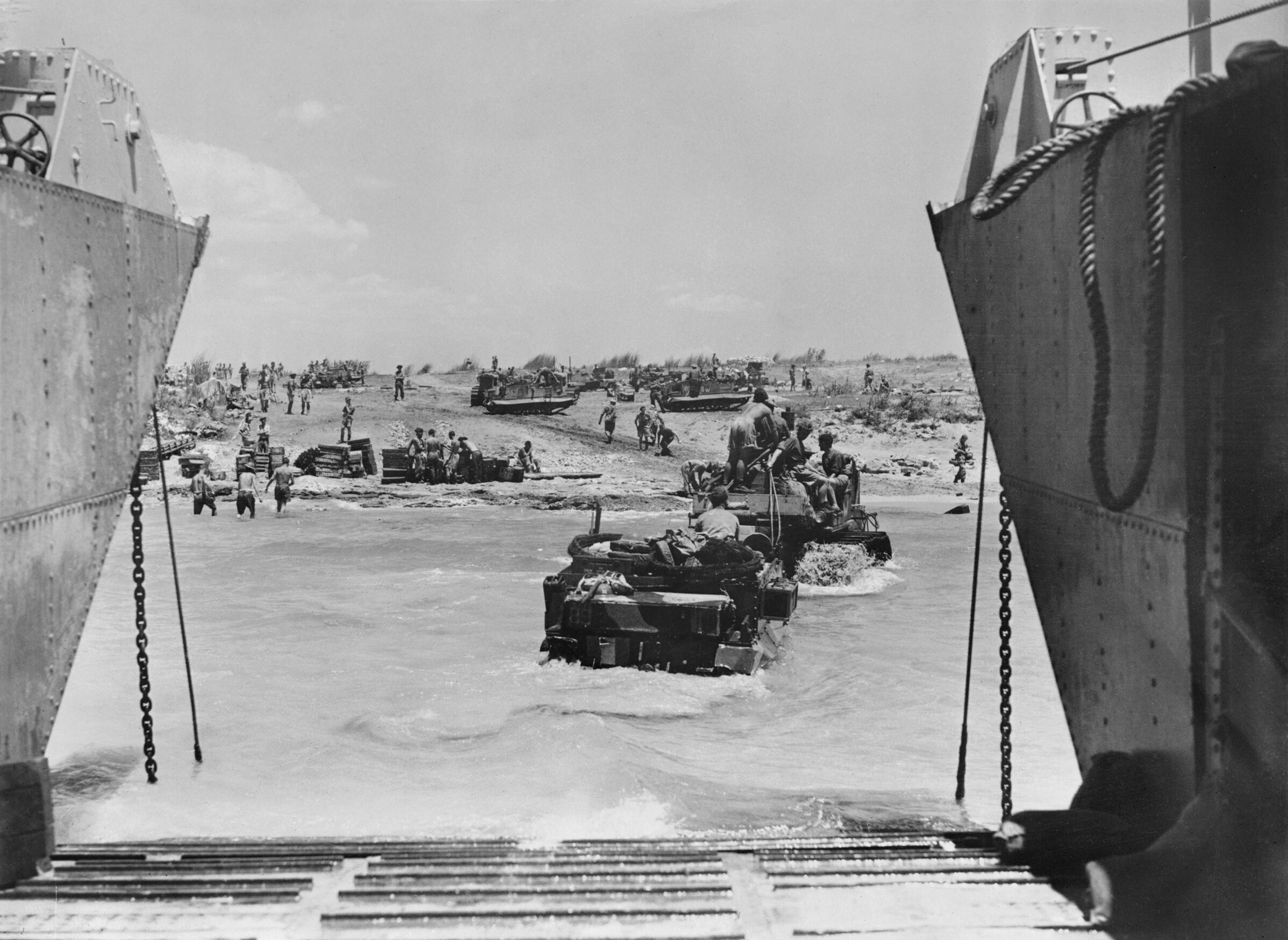
Висадка військ на Сицилію. На берег бульдозерами витягують «універсальні транспортери». 10 липня 1943

За перший день вторгнення британські війська створили плацдарм 100 км по фронту і 10—15 км в глибину. «Висадка перших ешелонів нашого десанту, — писав Монтгомері, — досягла повної тактичної раптовості і спричинила за собою таке сум'яття і дезорганізацію противника, що в жодному місці він не зміг вчинити організованого опору».
Трохи складніше проходила висадка з'єднань 7-ї американської армії на південно-західному узбережжі Сицилії, де вони зустріли більш-менш організований опір італійських військ. До кінця першого дня американські дивізії захопили три плацдарми, кожен 12—15 км по фронту і 3—5 км в глибину, та вступили в Джелу і Ліката. Вранці 11 липня в районі Джели їх контратакували частини перекинутої до ділянки висадки німецької танкової дивізії «Герман Герінг», яку підтримувала італійська 4-та піхотна дивізія «Ліворно». Десантники виявилися в скрутному становищі. Однак союзна авіація і корабельна артилерія легкого крейсера «Бойс» та есмінця «Шабрік» завдали ударів по тих, хто контратакував, знищивши декілька танків і розсіявши піхоту, що наступала. Гітлерівцям довелося відмовитися від подальших спроб скинути ворога в море.
До вечора 10 липня сім союзних дивізій — три американські, три британські та канадська — міцно закріпилися на плацдармах і головне — захопили важливий морський порт — Сиракуза. Початок операції пройшов вдало.

### Нарощення
З виконанням першого етапу операції англо-американським військам вдалося закріпитися на острові. Генерал Г. Александер вжив заходів щодо зміцнення сил на захоплених плацдармах та опанування стратегічно важливих морських портів, через які нарощуватиметься загальне угруповання сил вторгнення. Також вважалося якомога скоріше захопити аеродроми, на які буде сідати союзна авіація безпосередньої підтримки наземних військ.
Вранці 12 липня перші ешелони 7-ї американської та 8-ї британської армій закінчили висадку. За цей час американські війська зосередили на берегу 66 285 солдатів, 17 766 тонн військового майна, боєприпасів тощо, 7 396 бойових машин, танків і автомобілів. Близько 150—200 десантних суден типу LST, LCT, LCI і LCVP виконували завдання з доставки особового складу і ОВТ на сицилійський берег. Інноваційним було застосування новітніх амфібійних автомобілів DUKW, що відмінно зарекомендували себе під час висадки, постійно курсуючи між кораблями та берегом і доставляючи вантажі й людей.
Серед італійських військ реакція була неоднозначною, більшість італійських солдатів відкрито або в пасивній формі намагалися відхилитися від бою, ігнорували накази командирів. У деяких частинах спалахнули заколоти, вбивали офіцерів, що закликали вступити в бій, і прямо переходили на бік англо-американських військ. За таких умов дві італійські дивізії берегової оборони капітулювали союзникам.

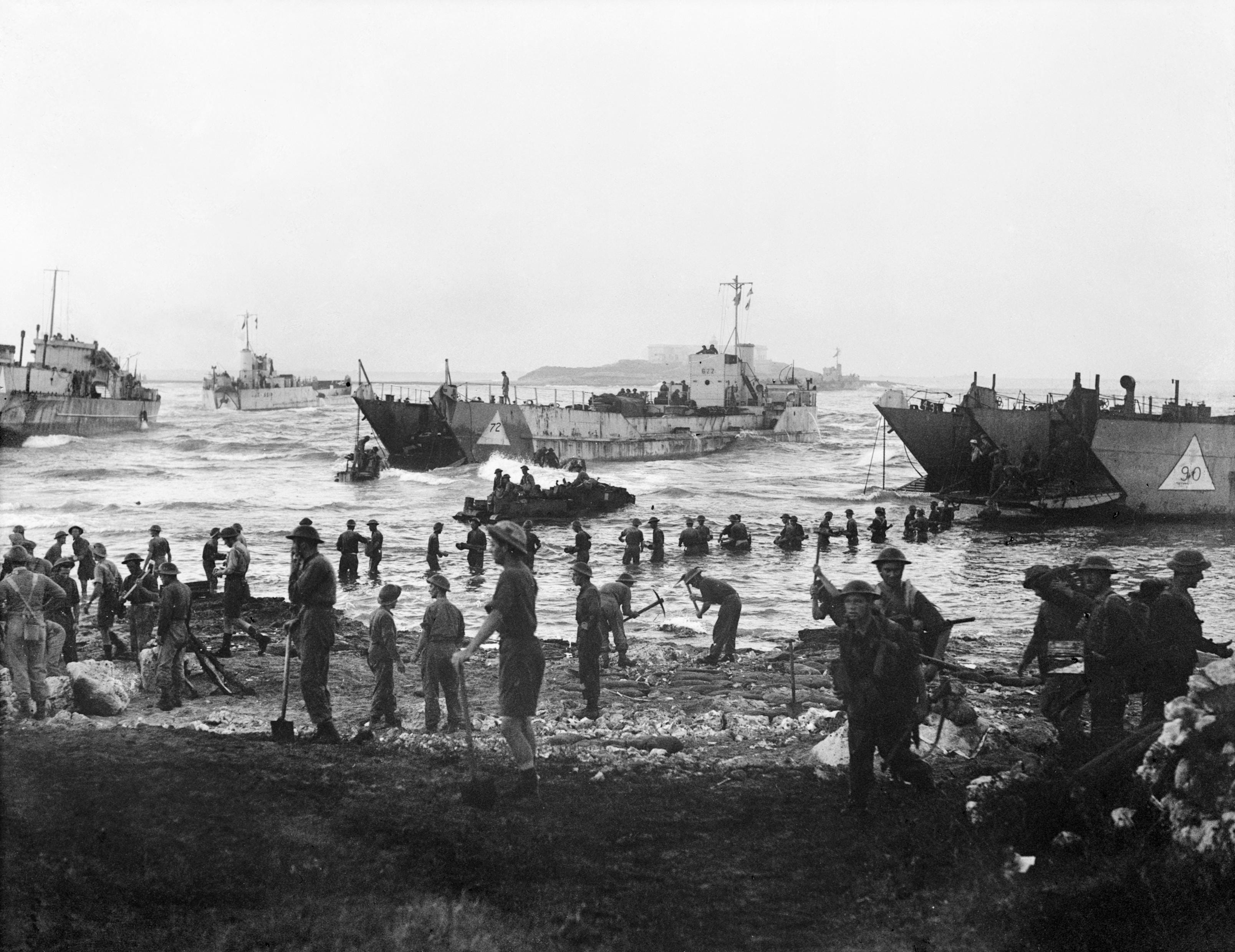
Британські війська висаджуються на узбережжя Сицилії. 10 липня 1943

Німецьке ж командування відразу організувало активну протидію ворожому десанту, доки він міцно не закріпився на плацдармах. Для контратаки американських частин на плацдармі була створена бойова група Шмальц, яка у взаємодії з танковою дивізією «Герман Герінг» спробувала скинути противника в море. Однак атаки німців не вдалися й, відбивши атаку, американський 157-й піхотний полк сам перейшов у контратаку, опанувавши 11 липня місто Комізо, а 179-й полк стрімким нальотом захопив тамтешній аеродром зі 125 бойовими літаками противника; лише одному німецькому літаку вдалося втекти. Невдовзі було захоплено місто Біскарі, де в ході бою загинув колишній німецький срібний призер літніх Олімпійських ігор 1936 року зі стрибків у довжину Л. Лонг.
У ніч з 11 на 12 липня британський флот спробував здійснити висадку десанту в порту Аугуста, однак італійський 246-й батальйон берегової оборони відбив цю спробу. Разом з цим, низка італійських частин відходила на північ і намагаючись у взаємодії з німецькою бойовою групою Шмальц організувати оборонний рубіж по лінії Ліката-Катанія. Просування американських військ на північ було стримано вміло організованою контратакою італійців за підтримки самохідних установок Semovente da 90/53. 76-й піхотний полк дивізії «Наполі» прикривав лівий фланг італійсько-німецьких військ, що відходили на Лентіні, а частини дивізії «Герман Герінг» відійшли до Кальтаджіроне, у той час, як підрозділи дивізії «Ліворно» прикривали відступ на позиціях біля П'яцца-Армерина.
На стику між американськими та британськими військами успішно просувалися підрозділи 30-го корпусу, який до кінця 11 липня вийшов на рубіж Поццалло—Іспіка—Розоліні. Наступного дня, 51-ша дивізія з ходу опанувала Палаццоло-Акреїде, 1-ша канадська дивізія захопила Модіка та увійшла до Рагуза, а до вечора Джарратана.
Вельми складніше відбувався наступ формувань XIII корпусу генерал-лейтенанта М.Демпсі. Британці намагалися скористатися тим, що в ході їхнього наступу в системі оборони противника утворився пролом на ділянці Віццині—Лентіні. Німецька бойова група Шмальц, зграбно маневруючи, чинила запеклий опір британським військам. Вочевидь поступаючись противникові, німецька бойова група намагалася зірвати спробу британського формування прорватися до долині Катанії й в такий спосіб відрізати левову долю італійсько-німецьких військ від Мессіни, притиснувши їх до моря.

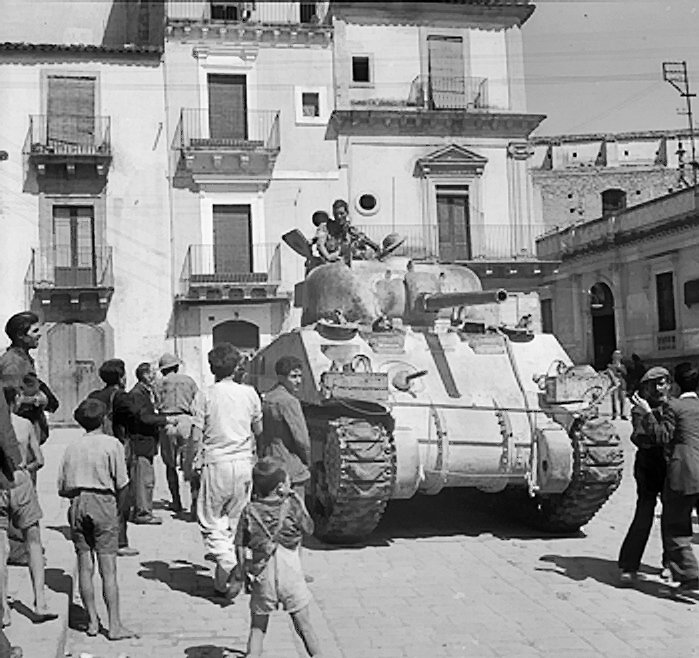
Британський танк «Шерман» на вулицях сицилійського міста Франкофонте

На вечір 12 липня союзники вийшли на рубіж Меліллі — Буккері — Джарратана — К'ярамонте-Гульфі — Акате — підступи до Джели — Канікатті — Пальма-ді-Монтек'яро й продовжували просування вперед.
Зранку 13 липня підрозділи 5-ї британської дивізії увійшли до Аугусти. Однак, спроби прорватися далі на північ до Катанії були марними; бойова група Шмальца чинила усілякий опір, не даючи можливості британцям прорватися до цього стратегічно важливого міста. Лівіше за неї 50-та дивізія змагалася з італійською дивізією «Наполі», докладаючи зусиль щодо прориву її оборони північно-західніше Аугусти, й намагаючись вийти до Кассіблі, Флоридія та Сортіно.
У смузі наступу 30-го корпусу генерал-лейтенанта О.Ліза 51-ша Гірська дивізія наполегливо просувалася на північ, маючи за мету після захоплення Палаццоло-Акреїде опанувати важливий транспортний вузол у місцевих горах — Віццині і далі продовжити наступ на Кальтаджіроне, тим самим перерізавши стратегічно важливе шосе Катанія—Джела, позбавивши ворога можливості здійснювати маневр силами та засобами.
Тактичні маневри та вміло організовані контратаки німецької бойової групи Шмальца серйозно вплинули на темпи наступу британських військ і дозволили німецькому командуванню виграти час і перекинути до Катанії два парашутні полки 1-ї дивізії генерал-лейтенанта Р. Гайдріха. Висадка британського повітряного десанту підкріпила їхні зусилля стосовно прориву до Катанії. Зранку 15 липня 1943 року британці, об'єднавши зусилля зведеного десантного підрозділу Дж. Латбері та 9-го піхотного батальйону за підтримки танків, що підійшли до району бою, вжили спробу контратакувати та відбити стратегічно важливий міст Примосоле у німецько-італійської групи. Англійські війська декілька разів спробували опанувати міст, одного разу декілька танків M4 «Шерман» навіть прорвалися на північний берег річки Сімето, але британські танки були підбиті німецькими 88-мм зенітними гарматами й десантникам довелось відступити.
Тільки після трьох днів боїв, отримавши артилерійську підтримку та посилення, британці змогли захопити міст і зачепитись за протилежний берег річки, утворивши міцний плацдарм. Однак, захоплення важливого транспортного об'єкту значною мірою не сприяло подальшому успіху британських військ, до того часу німці провели низку маневрів і встигли організувати добру лінію оборони на підступах до Катанії.

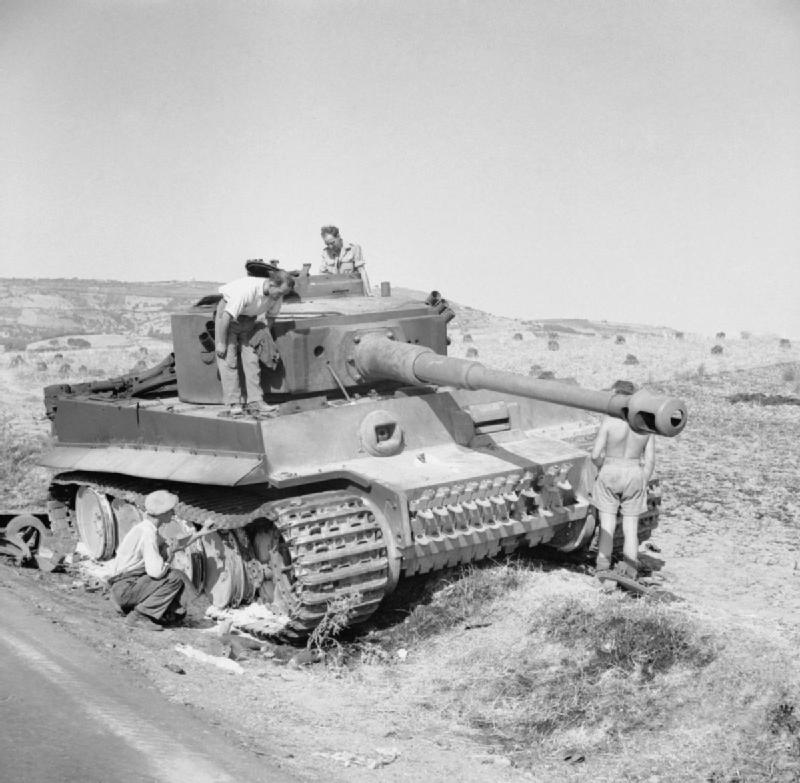
Британські солдати на підбитому німецькому важкому танку «Тигр». Сицилія. 19 липня 1943

16 липня командування італійської авіації віддало наказ на евакуацію вцілілих літаків до континенту. З усього повітряного угруповання 160 італійських літаків було втрачено в перший тиждень боїв, 57 збили союзні винищувачі та засоби ППО. Єдиною серйозною заслугою італійської авіації стало пошкодження британського авіаносця «Індомітебл» торпедоносцями, що вивело його на великий термін з бойового складу Королівського флоту.
У ніч з 17 на 18 липня ударне угруповання Б.Монтгомері на напрямку Катанії було посилене двома бригадами 50-ї дивізії й британці відновили свої атаки, намагаючись прорвати німецьку оборону та опанувати місто. Однак, вміло побудована система оборони звели нанівець усі їхні спроби й врешті-решт британський генерал віддав наказ припинити атаки й перенацілив свої зусилля на лівому фланзі. У результаті боїв британці ціною великих втрат змогли просунутись вперед, але Б.Монтгомері довелось викликати з Північної Африки свій стратегічний резерв — 78-му піхотну дивізію генерала В.Евелега.
В американській смузі відповідальності опір італійських військ став значно слабкішим і 17 липня генерал Дж. Паттон після прориву своїх дивізій на оперативний простір сформував два ударні угруповання. Тимчасовий корпус (2-га бронетанкова, 3-тя піхотна та 82-га повітрянодесантна дивізії) під командуванням генерал-майора Дж. Кіза негайно розгорнув масштабний наступ у північно-західному напрямку на Порто-Емпедокле та Агрідженто, у той час як II корпус генерал-лейтенанта О.Бредлі на правому фланзі вирвався вперед і вже 18 липня взяв Кальтаніссетта, прорвавшися до центру острову Сицилія. Італійські війська берегової оборони чинили слабкий опір і значно не вплинули на результати наступу американців.
Скориставшись тим, що найбільш боєздатний противник — німецька 15-та панцергренадерська дивізія генерал-майора Е.Родта відступила до східної частини острову, Дж. Паттон влаштував рішучий наступ по всій західній частині острову. Вже 22 липня війська Тимчасового корпусу, обхідним маневром обігнали невеликі тактичні групи німців та ар'єргардні частини італійських дивізій «Аоста» й «Ассієтта», що прикривали відхід головних сил військ країн Осі, та опанували Палермо, а 23 числа американці увійшли до Марсала та Трапані.
На 23 липня союзники захопили більшу частину Сицилії та вийшли на рубіж Чефалу — Енна — Катенануова — аеродром Гербіні—по рубежу річки Сімето.

### «Рубіж Етни»
Ще 12 липня італійський командувач обороною Сицилії генерал А. Гуццоні чітко усвідомив, що наявними силами зупинити просування союзних військ із захоплених плацдармів не видається можливим. З цього часу він зосередив свої зусилля на створенні потужного рубежу оборони на північно-східній околиці острова, куди перекинув усі свої сили, які встиг. Рубіж оборони простягався від південного краю долини Катанія до північної околиці острову біля населеного пункту Санто-Стефано-ді-Камастра. А. Гуццоні знав, що успіх його задуму залежатиме від того, наскільки міцно утримуватимуть оборону його війська в критичній точці — на півдні Катанії. Італійський воєначальник доклав зусиль щодо концентрації найбільш боєздатних дивізій, у першу чергу німецьких, на рубежі Етна.
Протягом останніх тижнів липня, британський генерал Б.Монтгомері зосереджував сили для відновлення з 1 серпня 1943 року наступу на напрямку Катанії. Цього разу він мав намір обійти оборонні позиції південніше міста та прорватися на Адрано, забезпечивши в такий спосіб розсічення основних сил противника на півдні й, притуливши їх до вулкана Етна, відрізати від решти італійсько-німецьких військ. Разом з цим британські та канадські формування не припиняли наступальних дій і всіляко турбували війська ворога, завдаючи йому поразки. Вночі 29 липня 78-ма піхотна дивізія за підтримки 3-ї канадської піхотної бригади захопила Катенануова й плацдарм на річці Діттайно. Наступними днями в ході затятих боїв проти танкової дивізії Люфтваффе «Герман Герінг», британці нарешті визволили Адрано від німців ціною великих втрат. З цього часу вперта оборона німцями позицій південніше Катанії стала небезпечною вадою для них самих.

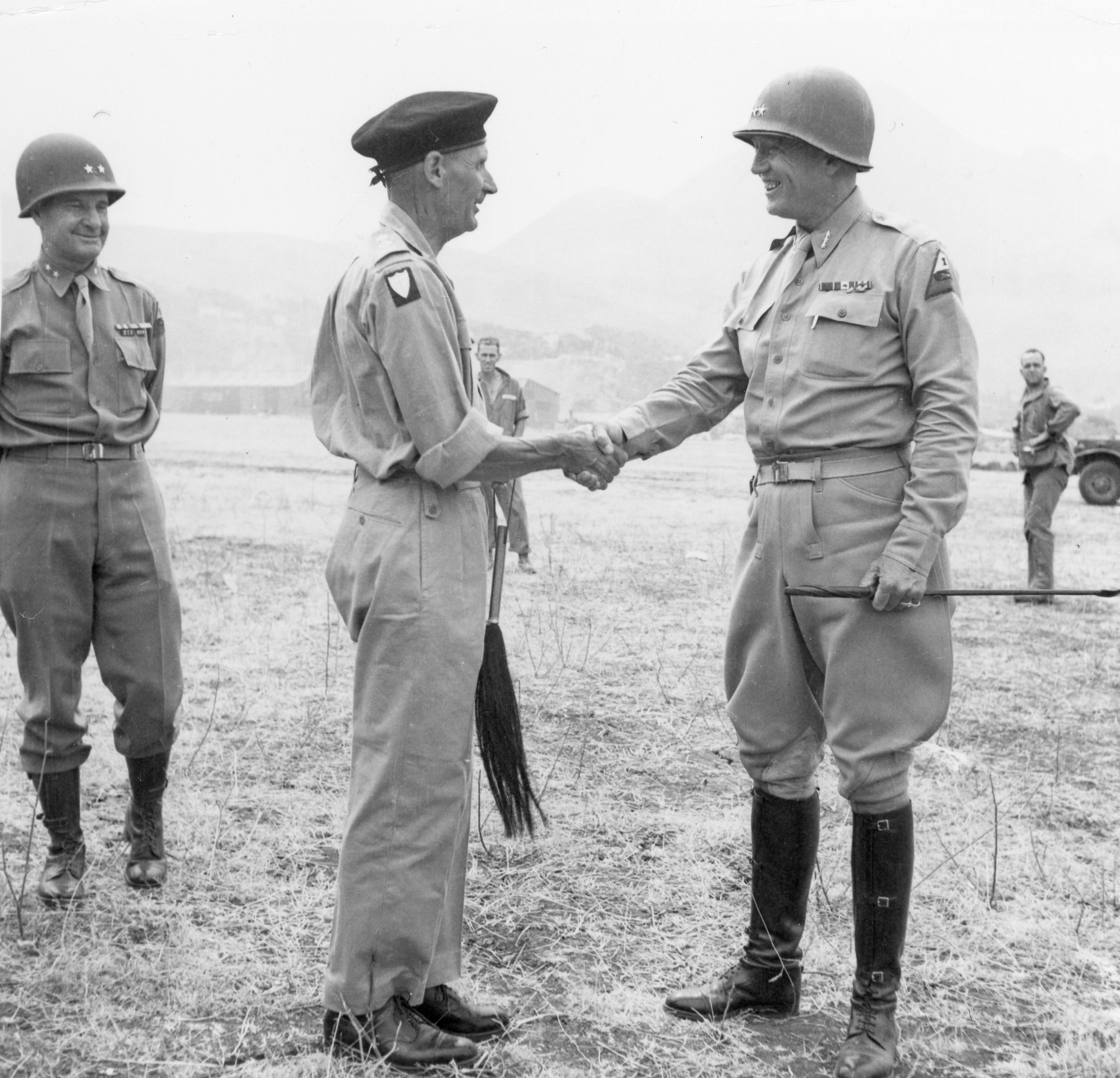
Генерали Дж. Паттон та Б.Монтгомері зустрілися на сицилійській землі. 28 липня 1943

Тим часом, американські війська провели заміну 1-ї дивізії на 9-ту піхотну дивізію генерала М.Едді, що прибула з Африки, й посилили темпи наступу. Італійсько-німецькі війська перейшли до оборони лінії Етна, яка простягалась від Сан-Фрателло на півночі через Троїна до Адерно. 31 липня за Троїну розпочався бій, німецькі війська 15-ї панцергренадерської дивізії намагалися протистояти наступу західних союзників на цьому напрямку. Одночасно італійська дивізія «Аоста» силами всього чотирьох батальйонів підтримала німців та ув'язалася до боїв.
Протягом шести днів італійські та німецькі війська вели затяті кровопролитні бої; за цей період вони провели 24 організовані контратаки й декілька невеликих атак. 7 серпня американські підрозділи 9-ї дивізії опанували гору Пеллегріно, котра панувала над Троїною, з якої артилерія союзників не гаючи часу відкрила вогонь по оборонних позиціях противника. Війська Осі змушені були розпочати відхід. Підрозділи 29-ї панцергренадерської та 26-ї піхотної дивізії «Ассієтта» трималися до останнього, але, після того, як Дж. Паттон висадив у них у тилу невеликий морський десант, також відступили із займаних позицій та рубежів.
Тим часом, британський 13-й корпус з боями просувався поздовж берегової лінії на Адрано та далі на Катанію. 5 серпня місто нарешті було визволене, 6 числа вночі британська 78-ма дивізія увійшла до Адрано, а 51-ша гірська взяла Б'янкавілла. Поступово британські війська тиснули на італійсько-німецькі формування, які відходили на північний схід. 8 серпня підрозділи 78-ї дивізії опанували Бронте, у той час, як 9-та американська дивізія взяла Чезаро, важливий пункт у системі оборони німців на так званому «оборонному рубежі Губе».
Фронт наступу союзних військ значно скоротився, німецькі та італійські війська утримували оборону у невеликому секторі, затиснуті до моря та Мессінської протоки. Через це XIII корпус та 5-та й 78-ма британські дивізії були відведені до резерву, де розпочали підготовку до вторгнення на материкову частину Італії. Незважаючи на явну перевагу союзників, війська генерала А.Кессельрінга продовжували чинити опір, виграючи в такій спосіб час і даючи можливість більш-менш організовано евакуювати свої війська з острову. 16 серпня 1943 року американські підрозділи 3-ї дивізії увійшли до Мессіни.

### Евакуація
Перші плани та графіки з евакуації своїх сил з острову німецьке командування запропонувало ще 27 липня. Оберст Е. Бааде був призначений комендантом Мессінської переправи й завдяки своїм організаторським якостям вміло та організував перекидання німецьких та італійських підрозділів до Калабрії. Перші заходи евакуації відбулись ще 1 серпня і за 10 днів німці вивезли з острову 12 000 солдатів, 4 500 одиниць техніки та 5 000 тонн військового майна та боєприпасів.
11 серпня почалася повноцінна евакуація, яка тривала до 17 серпня. За цей час за наказом генерала Губе, підрозділи прикриття вміло вели ар'єргардні бої, застосовуючи мінні поля, штучні та природні перешкоди та усіляко уповільнюючи просування англо-американських військ. Відведення, як правило, відбувалось уночі. Спроба союзного командування висадити 15 серпня амфібійні десанти на шляхах відходу німецьких та італійських військ не мала успіху; противник встиг відійти з цих транспортних напрямків і вирватися із засідки.
Схема та задум евакуації довели свою успішність та результативність. Союзники не були в змозі попередити ані організоване відведення від лінії зіткнення, ані завадити переправі транспорту через Мессінську протоку. В морській акваторії союзній авіації перешкоджали 120 важких та 112 легких зенітних установок артилерії, тому денні атаки були надзвичайно коштовні та малорезультативні. Нічні напади британської та американської авіації були більш ефективні, але в цілому вони не зіграли помітної ролі в розгромі сил, що евакуювалися з Сицилії. Такі самі наслідки були в застосуванні морських засобів — завдяки потужній береговій артилерії, яка повністю перекривала сектор евакуації, союзні кораблі не наважувалися наближатися до транспортних конвоїв на ефективну дальність стрільби.
18 серпня 1943 року Верховне командування вермахту задекларувало факт, що 60 000 німецьких і 75 000 італійських солдатів були перекинуті до Калабрії. Також німці вивезли 14 105 одиниць техніки, 47 танків, 94 гармати, 1 100 тонн боєприпасів і близько 20 700 тонн запасних частин і майна.

## Підсумки операції

### Наслідки проведення
Операція «Хаскі» тривала протягом 38 днів і в цілому завершилась повним успіхом для союзних армій. Верховне командування союзними військами на Середземномор'ї здобуло величезну практику в плануванні, організації, підготовці та проведенні стратегічної масштабної операції з висадки комбінованого (морського та повітряного) десанту на великій відстані від головних баз. Цей досвід ліг в основу плану операції «Оверлорд» і ще десятки інших амфібійних операцій Другої світової війни. За підсумками проведення англо-американські війська захопили величезний острів у Середземному морі, ліквідувавши колосальну загрозу морському судноплавству в її акваторії, що існувала з 1940 року, та підготувавши великий плацдарм для подальшого просування в Італію і Францію.
Водночас, операція могла досягти більш значущих результатів, якби командування західних союзників продемонструвало більше рішучості. З огляду на то, що більшість італійських військ на Сицилії практично не чинила опору, а німецьких сил і засобів явно бракувало для оборони острова, британсько-американські війська могли опанувати острів швидше та захопити в полон більшу частину сил противника. Крім цього, союзники мали сприятливі передумови для того, щоб блокувати Мессінську протоку, запобігти евакуацію німців з Сицилії і вже в цей час здійснити висадку військ на півдні Апеннінського півострова. За словами А.Кессельрінга, він не мав достатніх сил для успішної протидії висадці противника, бо для прикриття всієї південної частини материкової Італії міг використовувати тільки дві дивізії. Однак острах ризику і зайва методичність союзного командування не дозволили провести таку операцію.

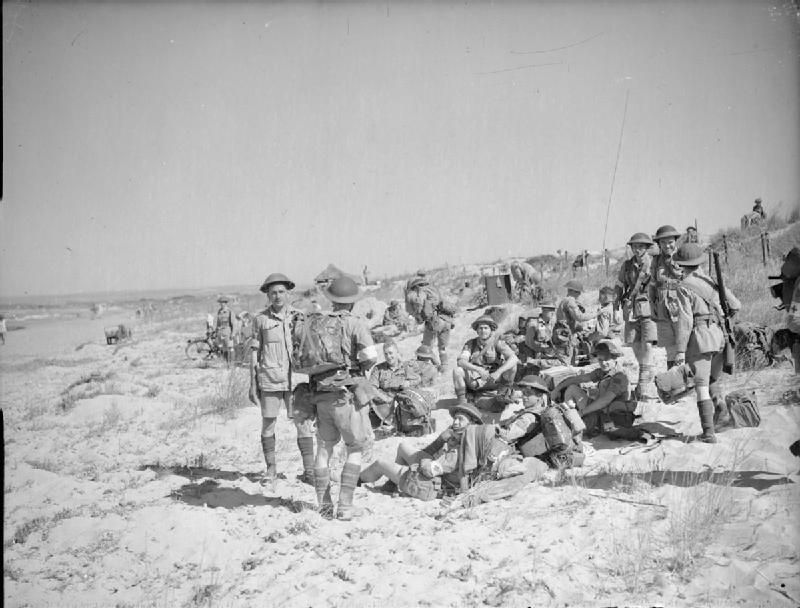
Британська піхота на відпочинку. Липень 1943

### Втрати
За даними військових аналітиків 7-ма американська армія втратила 8 781 солдата (2 237 загиблими, 5 946 пораненими й 598 захопленими в полон); британська 8-ма армія мала 11 843 особи втраченими (2 062 загинуло в бою, 7 137 пораненими й 2 644 потрапили у полон). ВМС США за час боїв на острові втратили 546 осіб такими, що загинули або зниклі безвісти. Королівський флот Британії зазнав втрату 314 матросів убитими і зниклими, 411 осіб були поранені й 4 людини потрапили в полон. Американська авіація мала таки втрати: 28 вбиті, 88 зниклі безвісти, 41 — поранені. Канадський компонент мав 2 310 чоловіків втратами, серед яких 562 особи вбиті, 1 664 поранені та 84 військовополонені.
З боку італійських та німецьких військ достеменних даних немає. 2007 М.Мітчем і Ф. фон Штауффенберг опублікували цифри, що німецькі підрозділи на Сицилії зазнали втрату близько 20 000 вояків, що складали безповоротні та санітарні втрати. Інші джерела свідчать, що німецькі формування в битві втратили 4325 осіб убитими, 4583 зниклими безвісти, 5532 потрапили в полон, 13 500 дістали поранень різного ступеня; загалом втрати становили 27 940 осіб.
Італійські офіційні джерела видали інформацію, що бойові дії на острові Сицилія коштували італійській армії 4678 осіб загиблими, 36 072 зниклими безвісти, 36 500 пораненими й 116 681 особу, що потрапила в полон союзників. Більша частина тих, що вважаються зниклими безвісти, скоріш за все загинула в боях і була похована на полі бою або в інших невідомих місцях. Також високий відсоток тих, що зникли, дезертувала та повернулась потай додому. Тому М.Мітчем і Ф. фон Штауффенберг вважають, що загальні цифри втрат італійських збройних сил приблизно становлять 147 000 осіб.

### Військові злочини
14 липня 1943 року після захоплення американцями аеродрому в Біскарі, солдати 180-ї полкової бойової групи 45-ї піхотної дивізії вчинили самосуд над військовополоненими солдатами противника. Поблизу села Кальтаджіроне вони розстріляли без суду та слідства у двох окремих інцидентах 74 італійських та 2 німецьких військовополонених. Сержант Горас Вест (англ. Horace T. West) та капітан Джон Комптон (англ. John T. Compton) були засуджені судом військового трибуналу за військові злочини. Вест отримав довічне ув'язнення та розжалуваний, але у листопаді 1944 року повернувся на службу рядовим і продовжив службу до кінця війни. Капітан Комтон, що звинувачувався у вбивстві 40 людей, спочатку був осуджений, проте потім виправданий і за рік загинув у боях в Італії.